# Giuseppe Mazza
Giuseppe Mazza (Milano, 13 settembre 1817 – Milano, 14 febbraio 1884) è stato un pittore italiano.

## Biografia
Figlio di Carlo, ragioniere, dipendente del marchese Giuseppe Arconati Visconti, Giuseppe Mazza si formò all'Accademia di Brera, sotto la guida di Francesco Hayez e di Luigi Sabatelli. Pittore di scuola romantica lombarda, fu attratto in particolare da temi patriottici e storici. Subì l'influenza dei fratelli Domenico e Gerolamo Induno.

### Soggetti storici e patriottici
Fra il 1838 e il 1847 soggiornò a Genova, a Venezia, a Firenze, a Roma e a Napoli, riempiendo album di schizzi e di disegni. Presentò all'esposizione di Brera del 1846 il suo quadro storico I Milanesi - aiutati dai cavalieri della Lega lombarda - ritornano a Milano distrutta da Federico Barbarossa, che fu segnalato da Carlo Tenca sulla Rivista Europea. La sua solenne tela Le vedove di Ottone e Lanfranco da Carcano presentano all'arcivescovo Giordano le spoglie dei mariti uccisi dai comaschi è del 1847. Ebbe la protezione del marchese Giuseppe Arconati Visconti che acquistò alcuni suoi dipinti.
Nel 1848 Giuseppe Mazza prese parte alla difesa di Milano contro le truppe del maresciallo Josef Radetzky, combattendo ed erigendo barricate, insieme a suo padre Carlo, a suo fratello Salvatore (pittore animalista e paesaggista), a Luciano Manara e a Augusto Anfossi. Le Cinque giornate di Milano - dal 18 al 22 marzo - portarono alla conquista della cosiddetta Porta Tosa (Porta Vittoria) e alla temporanea cacciata degli Austriaci. I fratelli Giuseppe e Salvatore Mazza hanno combattuto anche durante la II Guerra d'Indipendenza.
Nel 1848 dipinse Il giuramento di Pontida - ricostruzione storica, ispirata ai versi di Giovanni Berchet, poeta amico e protetto dal marchese Arconati Visconti - tela oggi conservata a Milano, al Museo nazionale della scienza e della tecnologia Leonardo da Vinci e che fu esposta nel 1851 alla mostra della Società Promotrice delle belle arti di Torino. Le figure, in abbigliamenti medievali, sono rappresentate in pose composte e solenni, entro un sapiente gioco alterno di luci e di ombre.
Bivacco in Crimea  è del 1855 e Scontro tra zuavi al castello di Melegnano, tela che propone un episodio della II Guerra d'Indipendenza e che è stata dipinta nel 1859, è oggi al Museo del Risorgimento di Milano.
Insisteva sui soggetti storici - che incontravano sempre il favore del pubblico - al fine di mostrare esempi di patriottismo e di protesta contro la corruzione della politica. Dipinse nel 1850 la tela Giovanna d'Angiò prigioniera a castel dell'Ovo che è raggiunta dal sicario di Luigi d'Ungheria, nel 1855 Castruccio Castracani liberato e proclamato signore di Lucca, nel 1856 Gerolamo Savonarola eccita i fiorentini contro la corruzione dei Medici, nel 1857 Masaniello tribuno del popolo, la Lucrezia Borgia col padre Alessandro VI nel 1860 e Cristoforo Colombo che torna in Spagna in catene nel 1865.
Episodi significativi della vita di personaggi famosi entrarono nella sua ottica di artista: la malattia mentale di Torquato Tasso, Benvenuto Cellini che detta le sue memorie, Giovanni Boccaccio con Fiammetta e l'infanzia di Salvator Rosa.

### Verso la pittura di genere
L'attenuarsi delle passioni patriottiche dopo l'Unità d'Italia, ma anche nuovi gusti che, a Milano in particolare, tendevano ad allontanare gli artisti dalla stagione romantica e a spingerli verso la Scapigliatura, lo convinsero a ripiegare su soggetti domestici e borghesi, senza tuttavia abbandonare subito la pittura storica e aulica, perché l'appartenenza a una idea di fondo difficilmente si cancella. Dipinse La bottega dell'antiquario nel 1878 e L'anticamera di don Patrizio nel 1876. Baciamano di un cavaliere e Busto di donna, del 1881-1882, sono temi leggeri e galanti, da lui scelti sotto l'influenza di Tranquillo Cremona e di Daniele Ranzoni.
Il pittore, caricaturista, illustratore e cartellonista Aldo Mazza (Milano, 1880-Gavirate, 1964) era suo figlio.
Nel 1975, per legato testamentario di Paola Farnesi, vedova di Aldo Mazza, giunsero al Museo nazionale della scienza e della tecnologia Leonardo da Vinci, di Milano: l'arredamento completo della sala da pranzo dell'appartamento di Paola Farnesi in Milano, piazza Duse n. 1, insieme a 12 dipinti di Aldo Mazza e a dipinti di Salvatore e di Giuseppe Mazza. 
Tra le opere di Giuseppe Mazza, possedute da questo Museo: Baciamano di un cavaliere (1878-1883, di gusto settecentesco, con forti contrasti chiaroscurali, s'ispira a Tranquillo Cremona), Rembrandt e i suoi modelli (1856, un documento sul metodo che aveva Rembrandt di scegliere i suoi modelli tra gli ebrei di Amsterdam), Autoritratto (1850, tracciato con pennellate fluide e morbide), L'addio (1881, il cui tema, disimpegnato dalla passione politica, insegue le suggestioni della pittura di genere), Alla fonte (1881, dove la tavolozza verte ai colori luminosi), Bambina con fiore (1850-1860, forse il ritratto della figlia Carlotta), Donna con cane e gatto vicino al caminetto (1875-1880, dipinto intimo, domestico, tipico della pittura di genere), La bottega di un antiquario (1876-1879, una scena domestica, lontana delle retoriche del dipinto storico), Masaniello (1857, che risente della pittura dei fratelli Induno), Mattino di quaresima (1882, rappresenta un uomo vestito da Pierrot, per il Carnevale, che all'alba incontra una donna che va ad attingere l'acqua), La soppressione del monastero (1867, che documenta la soppressione dei monasteri, per una legge del 1866 che suscitò gravi incomprensioni, soprattutto in Sicilia).